# 1692
1692 (MDCXCII) je bilo prestopno leto, ki se je po gregorijanskem koledarju začelo na torek, po 10 dni počasnejšem julijanskem koledarju pa na petek.

## Dogodki
- 1. januar

## Rojstva
- 18. maj - Joseph Butler, angleški škof, filozof († 1752)
- 8. april - Giuseppe Tartini, italianski violinist in skladatelj († 1770)